# Bessie Hatton
Bessie Lyle Hatton (Claines, 22 november 1867 - 25 maart 1964) was een Brits actrice, toneelschrijver, journalist en feministe die deel nam aan de strijd voor vrouwenkiesrecht in het Verenigd Koninkrijk.

## Biografie
Hatton werd op 22 november 1867 geboren in Claines, Worcestershire als dochter van Joseph Hatton, een romanschrijver en journalist, en Louisa Johnson. Haar oudere broer was ontdekkingsreiziger Frank Hatton. Ze volgde haar opleiding aan een kloosterschool in de Ardennen en aan het Bedford College in Londen, maar ze verliet de universiteit om zich bij het theatergezelschap van Frank Benson aan te sluiten dat Shakespeare uitvoerde. Ze trad in 1890 op in Judah in het Shaftesbury Theatre met Gertrude Warden.
Op advies van haar vader en ondanks haar zorgen dat dit haar acteercarrière zou kunnen verstoren, schreef Hatton verschillende populaire romans, waaronder The Village of Youth and Other Fairytales (1895) en haar toneelstuk Before Sunrise. Dit stuk werd op 11 december 1909 opgevoerd in de Royal Albert Hall voor de Women's Freedom League.
In juni 1908 richtte zij samen met collega-actrice en schrijfster Cicely Hamilton de Women Writers' Suffrage League op. De organisatie stond open voor zowel mannen als vrouwen. Hatton was de organiserende secretaris, nam deel aan evenementen en organiseerde kiesrechtbijeenkomsten. Toen de Eerste Wereldoorlog uitbrak, hielp de Women Writers Suffrage League bij het opzetten van een bibliotheek in het militair hospitaal in Endell Street en hielp bij het organiseren van recreatie in het ziekenhuis. Hatton bleef ongehuwd en overleed op 25 maart 1964.